# Pont de la Terrade
Le pont de la Terrade est situé à Aubusson, dans le département de la Creuse et la région Nouvelle-Aquitaine. Il est inscrit à l'inventaire des monuments historiques.

## Histoire

### L'ancien pont en bois
Le pont était construit initialement en bois, avec une pile en pierre. Il était d'une importance majeure pour Aubusson, puisqu'il était le seul point de franchissement de la Creuse. Il permettait le passage de la route principale vers Limoges qui traversait le quartier de la Terrade.
| Un acte de vente, daté du 11 décembre 1578, indique que la vente est faite "pour subvenir aux réparations (...) du dit pont, lequel est en bois (...) qui par l'usage et l'antiquité du temps est venu à pourrir." Un nouvel acte de vente d'une place est passé le 7 janvier 1579. Il précise que le pont est en bois, qu'il comporte deux travées avec une pile médiane en pierre et qu'il est couvert pour le protéger des intempéries. La place vendue se trouve au droit de la pile intermédiaire. Dans une requête au seigneur d'Aubusson, présentée le 25 août 1607, il est écrit que le pont de la Terrade est de nouveau ruiné : "on n'y peut aisément passer sans grand péril, cinq ou six charrettes chargées de marchandises s'y étant perdues les deux années passées." |

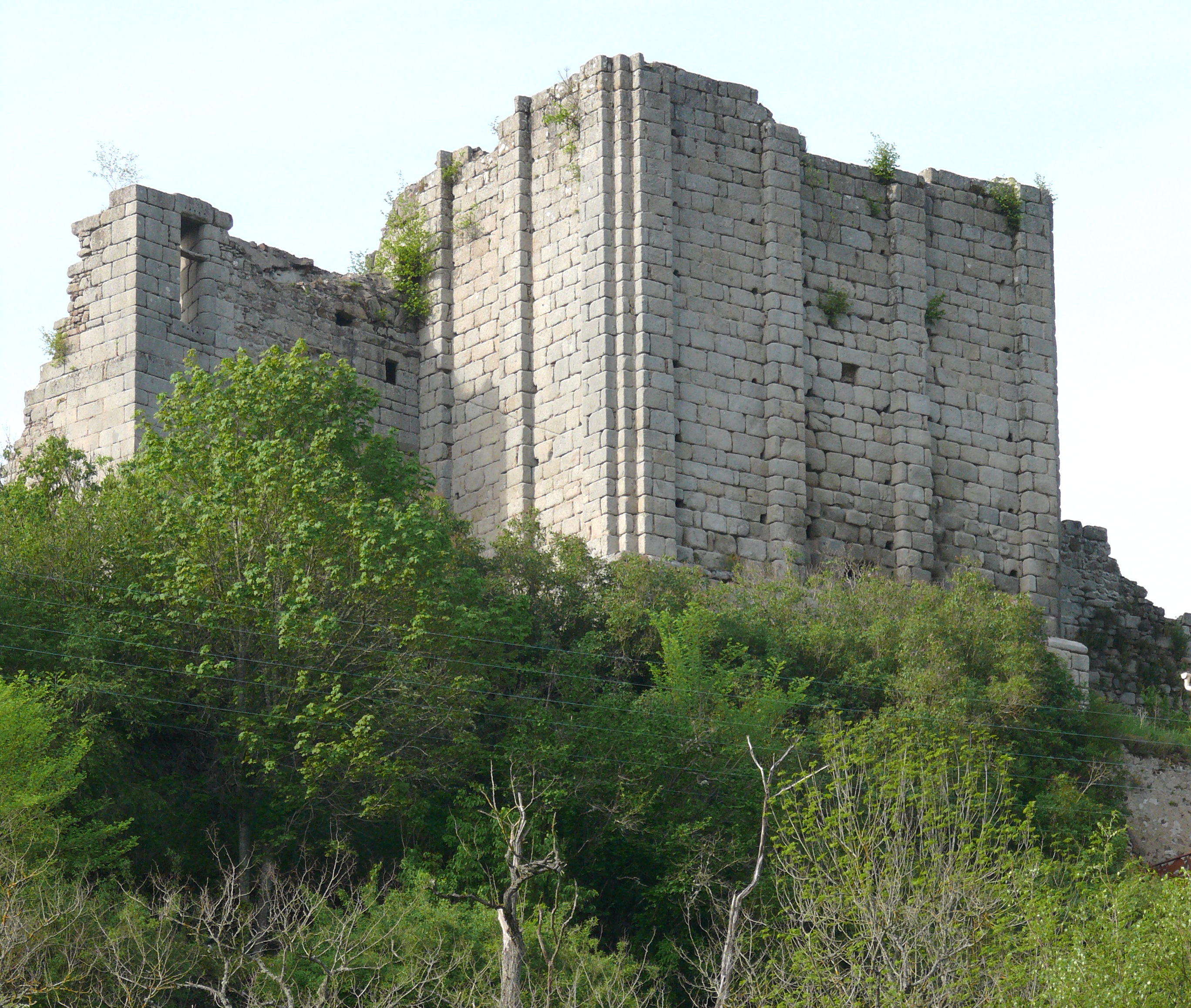
Les ruines du Chapitre.

### L'actuel pont en pierre
Le pont en pierre a été construit, entre 1638 et 1641, avec les pierres tirées de la démolition du château féodal dit Le Chapitre, ordonnée en 1632 par le cardinal de Richelieu. Ce château avait été celui des premiers vicomtes d'Aubusson.
La maison des Vallenet, également à Aubusson, sera aussi construite, pour partie, avec des pierres issues du même château.
Le pont de la Terrade continue à être couvert et deux tourelles  sont placées côté faubourg. La route de Limoges par ce pont sera abandonnée à la fin du XVIIIe siècle, pour franchir la Creuse par le pont des Récollets. Cette nouvelle route perrmet de conserver le pont sans modifications.

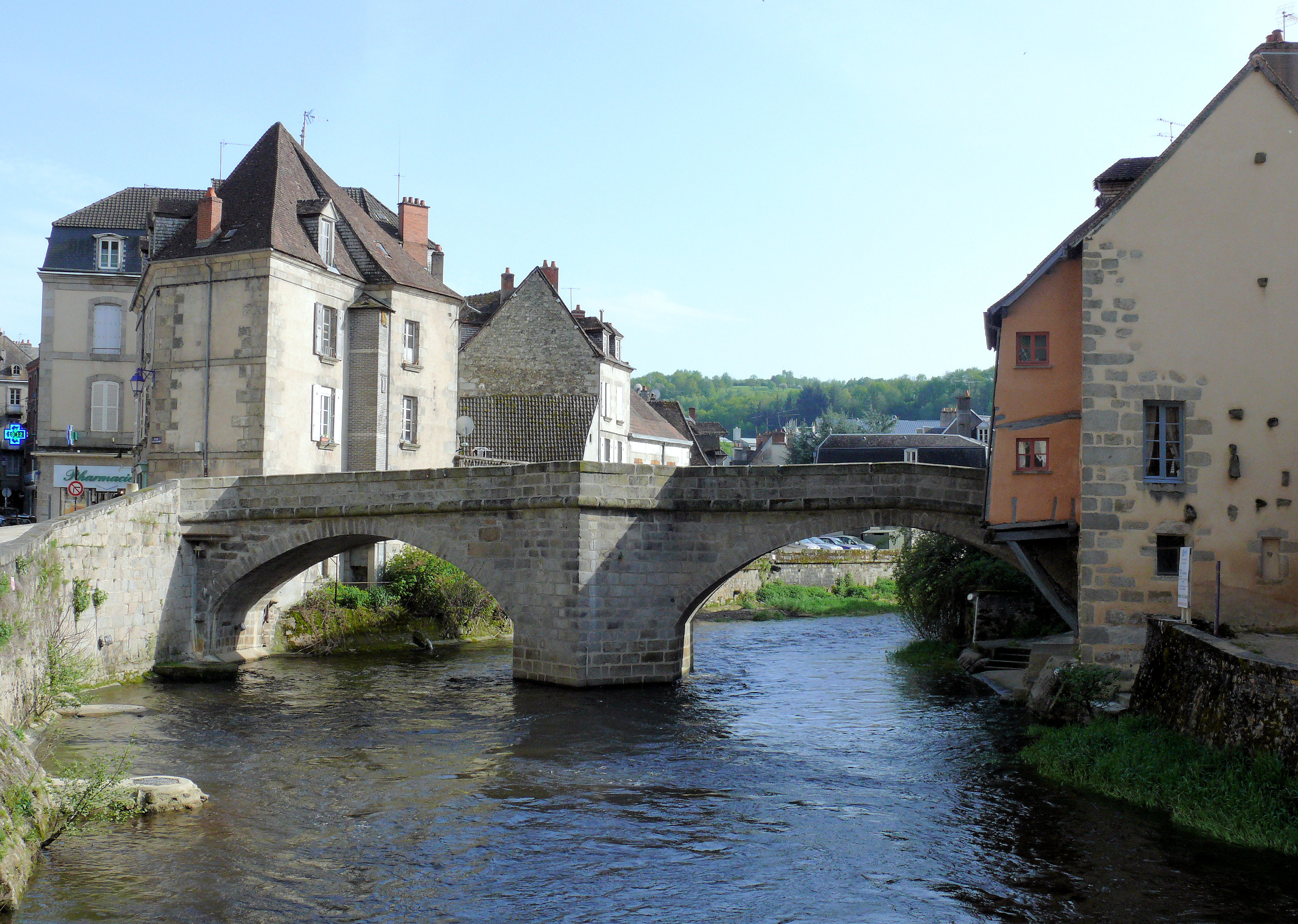
Pont de la Terrade, côté aval.
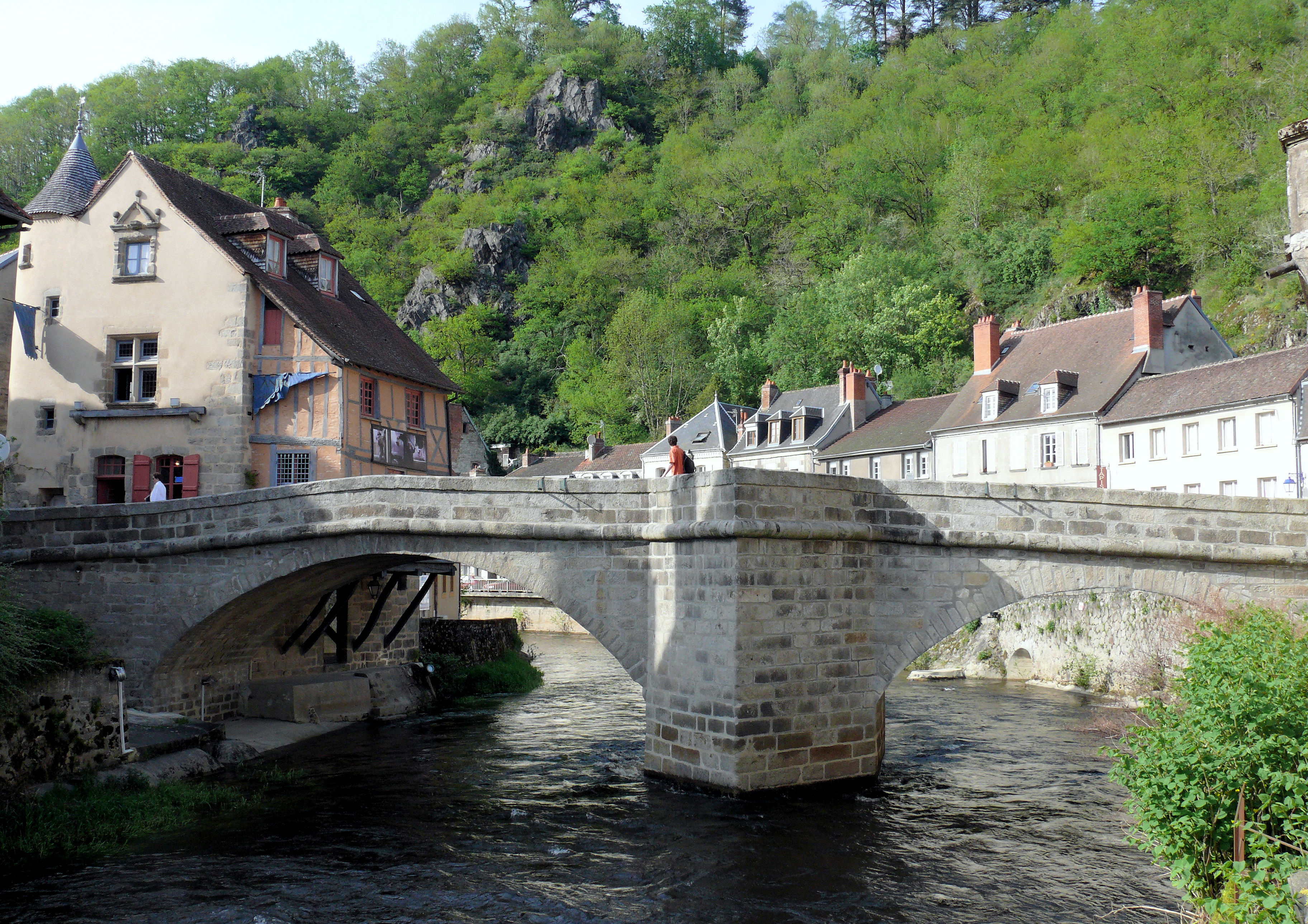
Pont de la Terrade, côté amont.
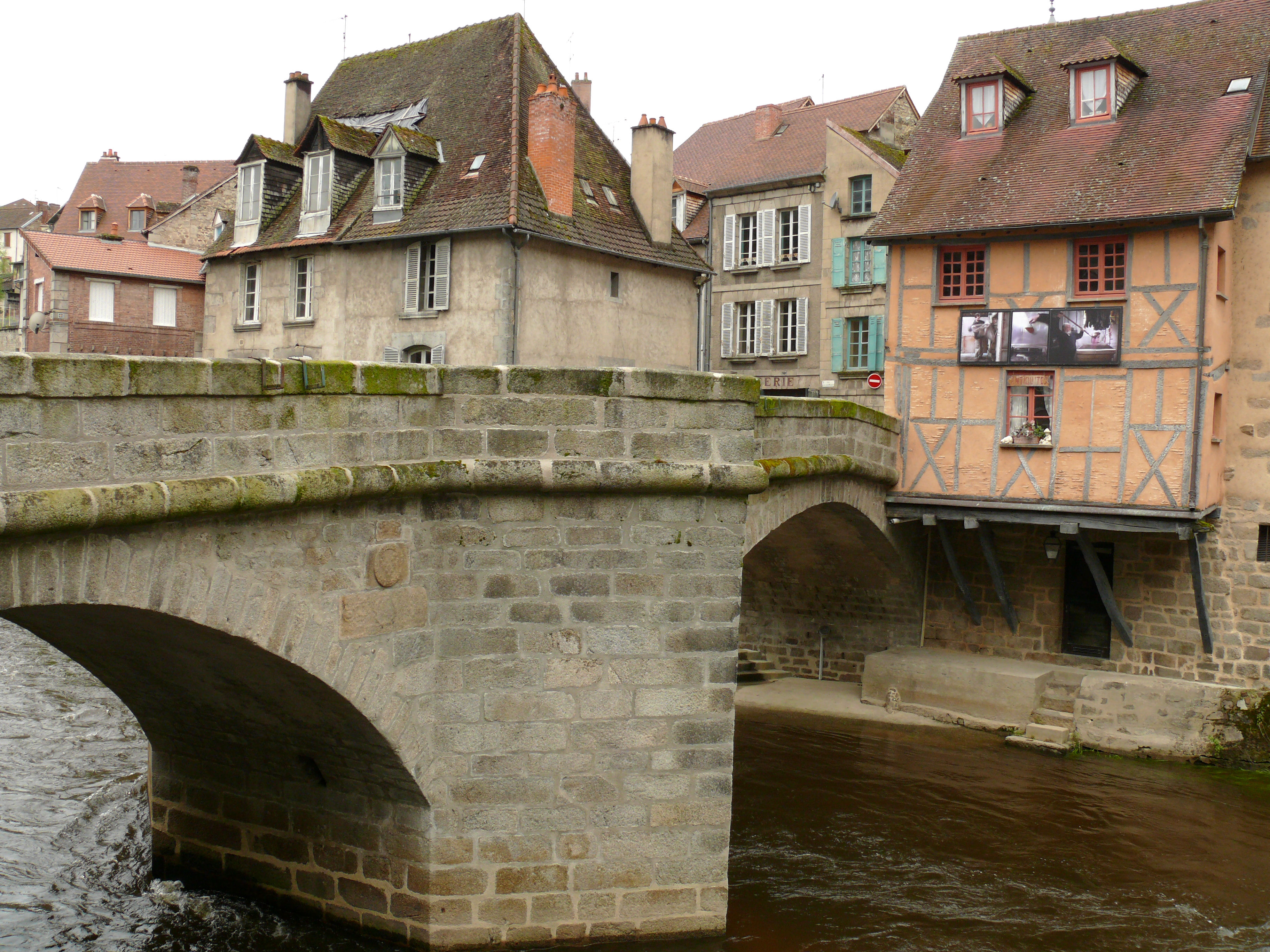
Pont de la Terrade et la maison Chirac.
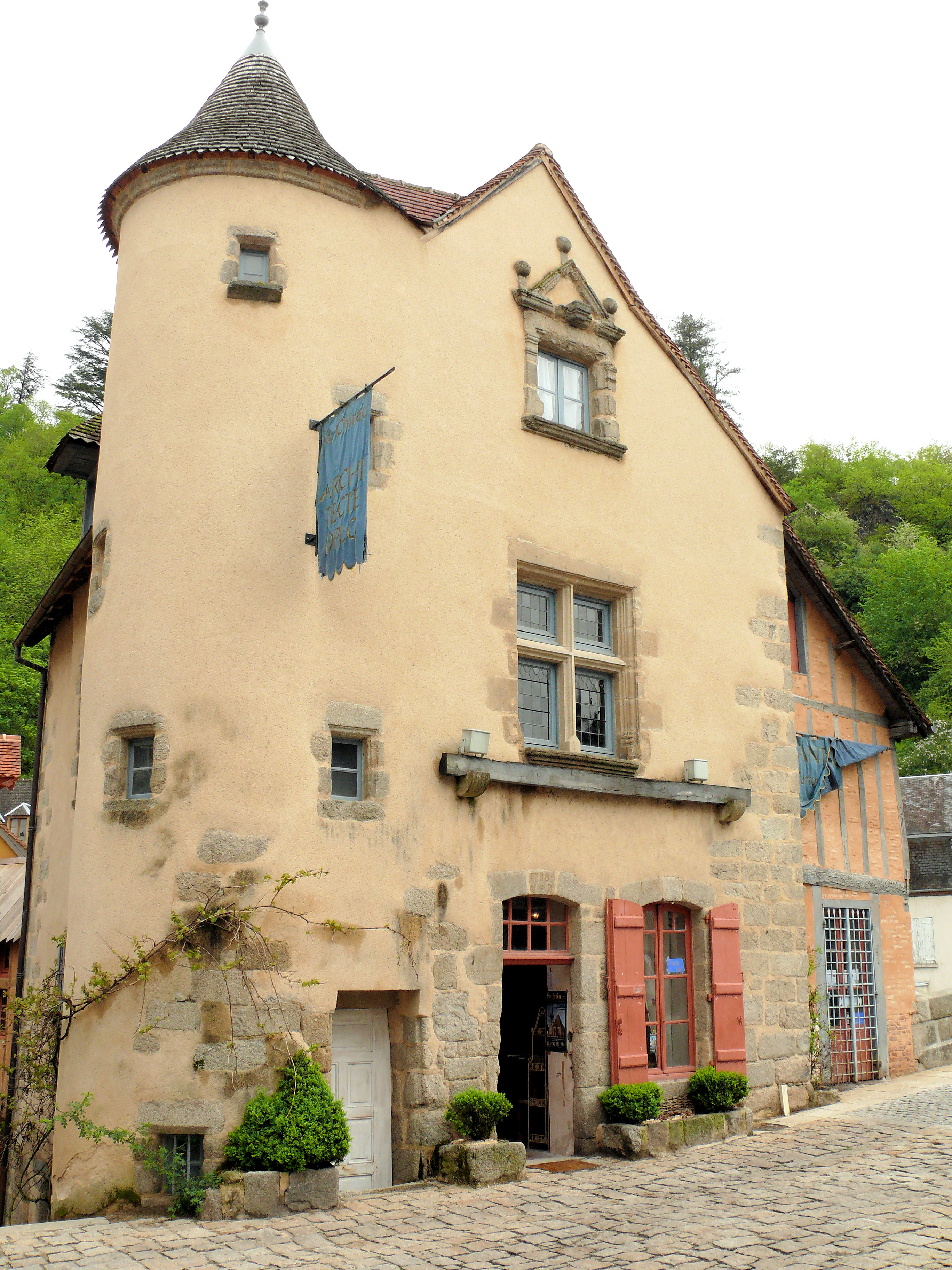
La maison Chirac à la sortie du pont en rive gauche.

## Descriptif
- Le pont comprend deux arches en arc brisé qui reposent sur une pile centrale avec deux forts brisants triangulaires sur celle-ci. Les deux arches segmentaires ont une ouverture de 9,15 mètres en rive droite et de 11,94 mètres en rive gauche. La pile a une épaisseur de 4,78 mètres et comporte un avant-bec et un arrière-bec triangulaire servant de refuges. La largeur entre parapets est égale à 4,28 mètres.

- Le pont sera longtemps couvert et deux maisons à tourelle seront placées à ses extrémités. Elles tenaient le rôle d'octroi. Aujourd'hui, une seule tourelle subsiste. À la sortie du pont, en rive gauche, côté aval, se trouve la maison Chirac.